# Yekoua
Yekoua este o comună rurală din departamentul Magaria, regiunea Zinder, Niger, cu o populație de 32.570 de locuitori (2001).